# Bolătău, Bacău
Bolătău este un sat în comuna Zemeș din județul Bacău, Moldova, România. La recensământul din 2002 avea o populație de 1.201 locuitori.